# Mike O'Callaghan-Pat Tillman Memorial Bridge
De Mike O'Callaghan-Pat Tillman Memorial Bridge is een boogbrug in de Verenigde Staten die de rivier de Colorado overspant tussen de staten van Arizona en Nevada. De brug is gelegen in de Lake Mead National Recreation Area ongeveer 30 mijl (48 km) ten zuidoosten van Las Vegas, en voert de U.S. Route 93 over de Colorado. Geopend in 2010, was het de belangrijkste component van de Hoover Dam Bypass, die de US 93 omleidt vanaf de vorige route langs de bovenkant van de Hooverdam en verwijdert zo de haarspeldbochten uit de route. De brug werd gezamenlijk vernoemd naar Mike O'Callaghan, de gouverneur van Nevada van 1971 tot 1979, en Pat Tillman, een Americanfootballspeler die zijn carrière bij de Arizona Cardinals opgaf om dienst te nemen in het Amerikaans leger en later gedood werd in Afghanistan door eigen vuur.

## Geschiedenis
Al in de jaren 1960 werd duidelijk dat de US 93 route over de Hooverdam de verwachte verkeersstroom niet aankon en daardoor gevaarlijk werd. Vanaf 1998-2001, gingen de ambtenaren van Arizona, Nevada, en een aantal federale overheden samenwerken om de beste route naar een alternatieve oeververbinding te bepalen. In maart 2001 heeft de Federal Highway Administration gekozen voor de route, die de Colorado kruist op ongeveer 1500 voet (460 meter) stroomafwaarts van de Hooverdam. Voorbereidingen van de brug begonnen in 2003 en de bouw van de brug zelf begon in februari 2005. De brug werd in 2010 voltooid en de volledige bypassroute werd geopend voor het verkeer op 19 oktober 2010.
De brug was de eerste concrete stalen composiet boogbrug gebouwd in de Verenigde Staten en het bevat de breedste betonnen boog in het westelijk halfrond. Op 840 voet (260 meter) boven de Colorado, is het de tweede hoogste brug in de Verenigde Staten, na de Royal Gorge Bridge. Het is ook 's werelds hoogste betonnen boogbrug. De Hoover Dam Bypass werd binnen de begroting voor een bedrag van $ 240.000.000 voltooid; het brugdeel kostte $ 114.000.000.